# Euplectus karsteni
Euplectus karsteni är en skalbaggsart som först beskrevs av Reichenbach 1816.  I den svenska databasen Dyntaxa används istället namnet Euplectus karstenii. Euplectus karsteni ingår i släktet Euplectus och familjen kortvingar. Arten är reproducerande i Sverige. Inga underarter finns listade i Catalogue of Life.